# Steve Angello
Steve Angello, pseudonimo di Steven Patrik Josefsson Fragogiannis (Atene, 22 novembre 1982), è un disc jockey e produttore discografico greco naturalizzato svedese.
Fa parte del gruppo Swedish House Mafia assieme a Sebastian Ingrosso e Axwell con cui ha vinto diversi riconoscimenti per i brani che hanno prodotto. Il gruppo si sciolse nel 2013, ma 5 anni dopo all'Ultra Music a Miami i dj annunciarono una ri-unione. Il trio si è riunito ufficialmente il 22 ottobre 2018 pubblicando un video sul web, poco dopo hanno annunciato le prime date del loro nuovo tour 2019.
Possiede inoltre una propria casa discografica, la Size Records, casa discografica di musica house/progressive.
Da solista è apparso per quattordici anni consecutivi nella classifica Top100Djs della rivista Dj Magazine con il piazzamento più alto al n°14 nel 2010.

## Biografia
Nato da padre greco e madre svedese, Steve Angello cresce ad Atene in una famiglia sregolata e flagellata da problemi con la giustizia e vedendo morire il padre all'età di 13 anni, decise di non seguire l'inclinazione di famiglia, e trasferendosi a Stoccolma riesce a tirare fuori il suo meglio dalla musica.
Angello produce anche sotto il nome di Who's Who? e Mescal Kid, e ha inoltre formato vari gruppi, di conseguenza con diversi pseudonimi tra cui, The Sinners, Firefiles, General Moders, Mode Hookers, Outfunk e Buy Now! (con Sebastian Ingrosso), A&P Project (con Eric Prydz), Supermode (con Axwell), insieme a Axwell e Sebastian Ingrosso forma inoltre la Swedish House Mafia, ha anche lavorato in collaborazione con il fratello, noto come AN21 (letto 'En two-one'), in importanti progetti musicali. Nel 2014 ha tenuto un suo show su BBC Radio 1. Dopo molti rumor sul web riguardo alla pubblicazione del suo primo album ufficiale, viene confermata la data del 20 novembre 2015 per l'uscita di Wild Youth, dal quale sono stati estratti due singoli: "Wasted Love" e "Children of the Wild". Il terzo singolo ad essere estratto dall'album è stato "Remember", con la voce di The Presets. L'uscita dell'album viene tuttavia rinviata e al suo posto nella data prevista vengono rilasciati ulteriori tre singoli. Il 22 gennaio 2016 è stato infine reso disponibile al pubblico il suo primo album: Wild Youth.
In risposta ad alcune critiche che lo additavano come "fake dj" (ovvero un dj che non esegue performances live, ma usa set preregistrati fingendo solo di eseguirli), Steve Angello ha dichiarato che ha dovuto imparare a mixare senza cuffie in quanto nel 2011 rimase privo dell'udito dall'orecchio sinistro, a causa dello smodato uso di cuffie e del volume troppo alto delle stesse durante le lunghe sessioni in studio.
Nel corso del 2017 Steve pubblica diversi singoli, raccolti in un trittico di EP intitolati Genesis, Inferno e Paradiso, che anticipano l'uscita del suo nuovo concept album. Il 22 marzo 2018 viene pubblicato "Nothing Scares Me Anymore", ultimo singolo prima della sua uscita. Steve pubblica il suo secondo album da solista, intitolato HUMAN, il 27 aprile 2018.
| DJ            | 2006 | 2007 | 2008 | 2009 | 2010 | 2011 | 2012 | 2013 | 2014 | 2015 | 2016 | 2017 | 2018 | 2019 |
| ------------- | ---- | ---- | ---- | ---- | ---- | ---- | ---- | ---- | ---- | ---- | ---- | ---- | ---- | ---- |
| Steve Angello | 66   | 46   | 63   | 20   | 14   | 23   | 57   | 38   | 26   | 31   | 30   | 82   | 58   | 58   |

## Discografia

### Album in studio
- 2016 - Wild Youth
- 2018 - HUMAN
- 2022 - Paradise Again (Swedish House Mafia)

### Singoli ed EP

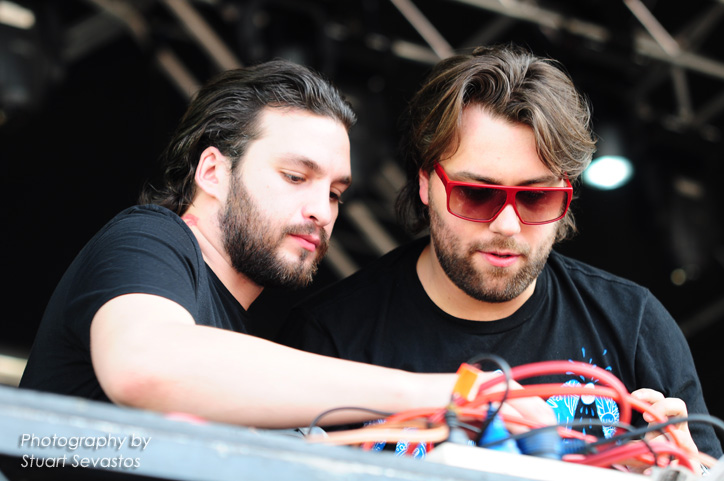
Steve Angello assieme a Sebastian Ingrosso

- 2001 - It's Your Love (feat. Steven Keith)
- 2001 - Bumper (Outfunk)
- 2001 - All I Can Take (Outfunk)
- 2001 - I Am The One (Outfunk)
- 2002 - Echo Vibes (Outfunk)
- 2003 - Lost In Music (Outfunk)
- 2003 - Dirty Pleasure
- 2003 - Rhythm Style
- 2003 - Young as Funk
- 2003 - One Feeling (The Sinners)
- 2003 - Keep On Pressing (The Sinners)
- 2003 - Fresh Coffee
- 2003 - Oche
- 2003 - Close 2 Pleasure
- 2003 - Player
- 2003 - Feel Good
- 2003 - Instinct
- 2003 - Miami Nice
- 2003 - The End
- 2003 - Crazy
- 2003 - Summer Madness
- 2003 - To the Sun
- 2003 - Who's Dancing
- 2003 - Right Now (Reworked)
- 2003 - Push Em' Up
- 2003 - Sunrise (A&P Project)
- 2003 - Sad Girls (The Sinners)
- 2003 - Under Pressure (The Sinners)
- 2003 - Voices
- 2004 - Only Man
- 2004 - Pump It
- 2004 - Groove in You (Steve Angello & Dave Armstrong)
- 2004 - Yo Yo Kidz (Steve Angello & Sebastian Ingrosso)
- 2004 - Yourself
- 2004 - Wear It Out
- 2004 - Funked
- 2004 - The Look (I Feel Sexy)
- 2004 - Sansation
- 2004 - Tribal Inc.
- 2004 - Humanity 2 Men
- 2004 - Summer Noize
- 2004 - The Rain
- 2004 - Swing Me Daddy (Mode Hookers)
- 2004 - Woz Not Woz (Eric Prydz & Steve Angello)
- 2004 - Cross The Sky (General Moders)
- 2005 - Acid
- 2005 - Euro
- 2005 - Saxo Love
- 2005 - Instrumental (Mode Hookers)
- 2005 - Breathe (Mode Hookers)
- 2005 - In Beat (Fuzzy Hair vs. Steve Angello)
- 2005 - Stockholm 2 Paris (First Optional Deal)
- 2005 - Yeah (Steve Angello & Sebastian Ingrosso)
- 2005 - Lipstick (Who's Who?)
- 2005 - Not So Dirty (Who's Who?)
- 2005 - Copycat (Who's Who?)
- 2005 - 82-83 (Steve Angello & Sebastian Ingrosso)
- 2005 - For Sale (Buy Now!)
- 2005 - Sold (Buy Now!) (non rilasciata)
- 2006 - Teasing Mr. Charlie
- 2006 - Straight
- 2006 - Sexy F**k (Who's Who?)
- 2006 - Click (Steve Angello & Sebastian Ingrosso)
- 2006 - Tell Me Why (Supermode)
- 2006 - Otherwize Then (Steve Angello & Laidback Luke)
- 2007 - I Can't Get Enough (Fireflies feat. Alexandra Prince)
- 2007 - Get Dumb (Axwell, Ingrosso, Angello & Laidback Luke)
- 2007 - Umbrella (Steve Angello & Sebastian Ingrosso)
- 2007 - Be (Steve Angello & Laidback Luke)
- 2007 - Trix
- 2008 - Body Crash (Buy Now!)
- 2008 - Klack (Who's Who?)
- 2008 - 555 (Steve Angello & Sebastian Ingrosso)
- 2008 - Gypsy
- 2008 - IT (Steve Angello & Sebastian Ingrosso vs. Laidback Luke)
- 2008 - Magic (Mescal Kid)
- 2008 - Partouze (Steve Angello & Sebastian Ingrosso)
- 2008 - Sweden (Steve Angello presents Who's Who?)
- 2009 - Leave the World Behind (Axwell, Ingrosso, Angello, Laidback Luke feat. Deborah Cox)
- 2009 - Show Me Love (Steve Angello & Laidback Luke feat. Robin S.)
- 2009 - Isabel
- 2009 - Che Flute
- 2009 - La Candela Viva
- 2009 - Tivoli
- 2009 - Flonko (Steve Angello & AN21)
- 2009 - Valodja (Steve Angello & AN21)
- 2009 - Do You Want It? (Mescal Kid)
- 2009 - Monday
- 2009 - Alpha Baguera
- 2009 - Rolling
- 2010 - One (Swedish House Mafia)
- 2010 - Knas
- 2010 - Rave 'N' Roll
- 2010 - Miami 2 Ibiza (Swedish House Mafia vs. Tinie Tempah)
- 2011 - Open Your Eyes (Steve Angello & Alex Metric)
- 2011 - Save the World (Swedish House Mafia feat. John Martin)
- 2011 - Antidote (Swedish House Mafia vs. Knife Party)
- 2012 - Greyhound (Swedish House Mafia)
- 2012 - H8RS (AN21 & Max Vangeli vs. Steve Angello)
- 2012 - Don't You Worry Child (Swedish House Mafia feat. John Martin)
- 2012 - Yeah
- 2012 - Lights (Steve Angello & Third Party)
- 2013 - I/O (Steve Angello vs. Wayne & Woods)
- 2013 - SLVR (Steve Angello vs. Matisse & Sadko)
- 2014 - Payback (Steve Angello vs. Dimitri Vangelis & Wyman)
- 2014 - GODS (S - A vs. AN21 & Sebjak)
- 2014 - Wasted Love (Steve Angello feat. Dougy)
- 2015 - Children Of The Wild (feat. Mako)
- 2015 - Remember (feat. The Presets)
- 2016 - Follow Me (Instrumental Mix) (Steve Angello & Still Young)
- 2016 - The Ocean (feat. Julia Spada)
- 2016 - Tiger
- 2016 - Prisoner (feat. Gary Go)
- 2017 - Rejoice (feat. T.D. Jakes)
- 2017 - Breaking Kind (feat. Paul Meany)
- 2017 - Freedom (feat. Pusha T)
- 2017 - I Know
- 2017 - Dopamine (feat. Barns Courtney)
- 2017 - Break Me Down
- 2018 - Romani (Kryder feat. Steve Angello)
- 2018 - Nothing Scares Me Anymore (feat. Sam Martin)
- 2021 - It Gets Better (Swedish House Mafia)
- 2021 - Lifetime (Swedish House Mafia feat. Ty Dolla $ign & 070 Shake)
- 2021 - Moth to a Flame (Swedish House Mafia & The Weeknd)
- 2022 - Redlight (Swedish House Mafia & Sting)
- 2022 - Heaven Takes You Home (Swedish House Mafia & Connie Constance)
- 2022 - Turn On The Lights again.. (Fred again.. & Swedish House Mafia)
- 2022 - Let You Do This (Salvatore Ganacci & Buy Now!)
- 2022 - Church (Buy Now! & PARISI)
- 2022 - Speak Up (Buy Now! & PARISI)
- 2023 - U Ok? (PARISI, Steve Angello & Sebastian Ingrosso)
- 2023 - See The Light (Swedish House Mafia feat. Fridayy)
- 2023 - What You Need (Steve Angello & Wh0)
- 2023 - Ray of Solar (Swedish House Mafia)
- 2024 - ME
- 2024 - Skip (Sebastian Ingrosso & Steve Angello)
- 2024 - Lioness (Swedish House Mafia & Niki & The Dove)
- 2024 - Finally (Swedish House Mafia & Alicia Keys)
- 2024 - Hooligans
- 2025 - Darkness in Me (Steve Angello & Modern Tales)
- 2025 - No Enemies (Sebastian Ingrosso & Steve Angello feat. Namasenda)
- 2025 - Wait So Long (Swedish House Mafia)

### Remixes
- 2000 - Andreas Bender - Home
- 2003 - Aerosol feat. Anne Murillo - Let the Music Play (S. A. Remix)
- 2003 - Hardy Heller vs. Inkfish – Exorsistic
- 2003 - Room 5 - U Got Me
- 2003 - Arcade Mode - Your Love (Steve Angello & Sebastian Ingrosso's BBQ Mix)
- 2004 - Roman Flugel - Geht's Noch (Steve Angello vs. Who's Who? Remix)
- 2004 - Magnolia - It's All Vain
- 2004 - Ikon - Do You Dream?
- 2004 - Lee Cabrera pres. Phase 2 - Voodoo Love
- 2004 - Deepgroove - Electrik
- 2004 - Full Blown - Some Kinda Freak (Who's Who? Re-Edit)
- 2004 - DJ Touché - The Paddle
- 2004 - DJ Luccio feat. Sandy Wilhelm - No Fear
- 2004 - Laidback Luke feat. Pim Smit - More Than Special (Steve Angello's Warped Remix)
- 2004 - Disco Construction - Can't Get Enough (Steve Angello Re-Mode)
- 2004 - Benjamin Bates - Whole (Steve Angello's OverSized Mix & Dub)
- 2004 - Steve Lawler - That Sound (Sebastian Ingrosso & Steve Angello Remix)
- 2004 - Eric Prydz - Call on Me (Mode Hookers Remix)
- 2004 - StoneBridge feat. Therese - Put 'Em High (Steve Angello & Sebastian Ingrosso Remix)
- 2005 - DJ Rooster - Shake It
- 2005 - Mohito - Slip Away (Steve Angello Dub & Vocal Mix)
- 2005 - Armand Van Helden presents Sahara feat. Tekitha - Everytime I Feel It (Steve Angello's Oversized Dub)
- 2005 - Robbie Rivera - One Eye Shut (Steve Angello & Sebastian Ingrosso Remix)
- 2005 - Naughty Queen - Famous & Rich (Steve Angello & Sebastian Ingrosso Remix)
- 2005 - Deep Dish - Say Hello (Steve Angello & Sebastian Ingrosso Remix)
- 2005 - Sebastian Ingrosso - Body Beat
- 2005 - MBG & SDS - New Jack (Steve Angello's Re-Rub)
- 2005 - Alex Neri - Housetrack
- 2005 - Moby - Raining Again
- 2005 - Röyksopp - 49 Percent (Steve Angello & Sebastian Ingrosso Remix)
- 2005 - IN-N-OUT - EQ-Lizer (Steve Angello & Sebastian Ingrosso Remix)
- 2005 - Eurythmics - Sweet Dreams (Are Made of This) (Steve Angello Remix)
- 2006 - Gadjo - So Many Times (Steve Angello's Moody Remix)
- 2006 - Mixin Marc - Sexual Thing
- 2006 - Goldfrapp - Number One
- 2007 - Laidback Luke - Hypnotize
- 2007 - Hard-Fi - Suburban Knights (Steve Angello & Sebastian Ingrosso Remix)
- 2007 - Justin Timberlake - My Love (Steve Angello & Sebastian Ingrosso Remix)
- 2007 - Sugiurumm - X-Taxi (Steve Angello Cyberjapan Remix)
- 2007 - Who's Who? - Sexy Fuck (Steve Angello Edit)
- 2007 - Shinedoe - Phunk (Steve Angello Re-Edit)
- 2007 - Kleerup & Robyn - With Every Heartbeat (Steve Angello Dub)
- 2008 - Sharam - Get Wild
- 2008 - Diddy & Felix da Housecat - Jack U (Steve Angello & Sebastian Ingrosso Remix)
- 2009 - Christian Smith & John Selway - Move!
- 2009 - Kim Fai - P.O.V.
- 2009 - Tocadisco - Da Fuckin' Noize
- 2009 - Flash Brothers - Palmito
- 2009 - Cheryl Cole feat. will.i.am - 3 Words (Steve Angello Re-Production)
- 2010 - Pendulum - The Island (Steve Angello, AN21 & Max Vangeli Remix)
- 2010 - Congorock - Babylon (Steve Angello Edit)
- 2010 - Harry Romero, Junior Sanchez & Alexander Technique feat. Shawnee Taylor - Where You Are (Steve Angello Edit)
- 2010 - Magnetic Man feat. Katy B - Perfect Stranger
- 2010 - Kris Menace & Douze - Lockhead (Steve Angello Edit)
- 2011 - Tim Mason - The Moment (Steve Angello Edit)
- 2011 - Nari & Milani - Kendo (Steve Angello Size Matters Edit)
- 2011 - Nero - Me And You (Steve Angello Remix)
- 2013 - CZR feat. Alex Peace - Can You Feel It
- 2013 - Depeche Mode - Soothe My Soul (Steve Angello vs. Jacques Lu Cont Remix)
- 2013 - Chase & Status - Count on Me
- 2015 - Jean-Michel Jarre & M83 - Glory
- 2015 - Susanne Sundfør - Kamikaze (Steve Angello & AN21 Remix)
- 2023 - Corey James, Hiisak & Roland Clark - The Underground (House of God) (Steve Angello Edit)

### Produzioni
- 2003 - Phatjak - My Love (Funka Remix) (con Sebastian Ingrosso)
- 2005 - Audio Bullys - Get Get Down
- 2009 - Kid Sister - Right Hand Hi (con Sebastian Ingrosso)
- 2010 - i SQUARE - Hey Sexy Lady
- 2011 - Taio Cruz - Troublemaker
- 2011 - Taio Cruz - Shotcaller (con Sebastian Ingrosso)
- 2011 - Taio Cruz - Positive
- 2011 - Nicole Scherzinger - Don't Hold Your Breath
- 2012 - Rye Rye - Holla Holla
- 2012 - Usher - Numb (Swedish House Mafia, con Alesso)
- 2012 - Usher - Euphoria (Swedish House Mafia)
- 2012 - Marina and the Diamonds - Power & Control
- 2012 - will.i.am feat. Eva Simons - This Is Love (con Sebastian Ingrosso)
- 2022 - The Weeknd - How Do I Make You Love Me? (Swedish House Mafia)
- 2022 - The Weeknd - Sacrifice (Swedish House Mafia)
- 2022 - The Weeknd - Nothing Is Lost (You Give Me Strength) (Swedish House Mafia, con Simon Franglen)
- 2025 - The Weeknd - Closing Night (Swedish House Mafia)
- 2025 - Mike Posner – Underneath It All  (Swedish House Mafia)